# Саэнс де Сантамария, Сорайя
Мари́я Сора́йя Са́энс де Сантамари́я Анто́н (исп. María Soraya Sáenz de Santamaría Antón; род. 10 июня 1971, Вальядолид) — испанский государственный деятель, политик, член Народной партии. Юрист по образованию. В 2011—2018 годах — первый заместитель председателя правительства Испании, глава администрации премьер-министра Испании Мариано Рахоя в ранге министра. С 2016 года — также министр по делам территориальных администраций. С 28 октября 2017 по 2 июня 2018 года исполняла обязанности президента Женералитата Каталонии.

## Биография
Получив юридическое образование в 1994 году, Саэнс де Сантамария работала адвокатом в Леоне и в 27 лет попробовала себя в политике.
С 2004 года — депутат нижней палаты испанского парламента от Мадрида. В 2008 году стала первой женщиной на должности пресс-секретаря Народной партии.
В декабре 2011 года вошла в состав кабинета министров Мариано Рахоя в статусе первого заместителя председателя правительства, пресс-представителя правительства и министра, возглавляющего администрацию председателя правительства.

### Глава Каталонии
28 октября 2017 года испанским правительством назначена исполняющей обязанности главы Каталонии взамен отстраненного им Карлеса Пучдемона.

Это назначение не признаётся каталонскими сепаратистами, считающими президентом женералитета независимой Каталонии Карлеса Пучдемона.

### Семья
Замужем, имеет сына.